# Thodelmus
Thodelmus is een geslacht van wantsen uit de familie van de Reduviidae (Roofwantsen). Het geslacht werd voor het eerst wetenschappelijk beschreven door Carl Stål in 1859.

## Soorten
Het genus bevat de volgende soorten:

- Thodelmus addahensis Reuter, 1882
- Thodelmus celebensis Miller, 1948
- Thodelmus eximius Miller, 1948
- Thodelmus falleni Stål, 1859
- Thodelmus griaulei Villiers, 1944
- Thodelmus impicticornis Stål, 1874
- Thodelmus katangensis Schouteden, 1931
- Thodelmus marginatus (Montrouzier, 1857)
- Thodelmus matangensis Miller, 1940
- Thodelmus morosus Miller, 1948
- Thodelmus nigrispinosus Villiers, 1951
- Thodelmus papuanus Miller, 1958
- Thodelmus quinquespinosus (Fabricius, 1803)
- Thodelmus spiniventris Miller, 1940
- Thodelmus sumatrensis Miller, 1948
- Thodelmus trispinosus Stål, 1874
- Thodelmus umbrosus Villiers, 1950